# Xaki
Xaki va ser una organització civil que treballava en la solidaritat i la denúncia de la vulneració de drets de ciutadans bascos en l'àmbit internacional. Anteriorment, de 1991 a 1994, es va denominar Kanporako Harremanak Komitea (KHK, «Comitè de Relacions Exteriors») i després Kanporako Eraketa Amankomunatua (KEA, «Estructura Mancomunada de l'Exterior»), fins a 1996, any en què canvià la seva estructura organitzativa i va prendre el nom d'Asociación Europea Xaki.
En el marc del sumari 18/98, va ser desmantellada per la policia sota ordres del jutge Baltasar Garzón amb l'acusació d'actuar com el «ministeri d'exteriors» d'ETA. Segons el jutge, els seus membres buscaven cobertura a l'estranger per a donar acollida als membres fugits de l'organització, a més de buscar simpatitzants de la «causa basca» i finançament per a les activitats de l'organització.
Vuit membres de Xaki van ser detinguts i processats, entre ells Nekane Txapartegi o Mikel Egibar que van denunciar davant dels tribunals tortures durant el període d'incomunicació, concretament en el cas de Txapartegi, una violació comesa per quatre guàrdies civils. Per aquest motiu, les autoritats helvètiques es van negar a la seva extradició quan va ser detinguda el 2016 a Suïssa.
El 19 de desembre de 2007, l'Audiència Nacional va considerar que les organitzacions que configuraven el denominat «front polític» d'ETA, Koordinadora Abertzale Sozialista, Ekin i Xaki, formaven part de les «entranyes» i del «cor» de l'organització armada, tot condemnant 46 dels 52 acusats per pertinença i col·laboració a més de 500 anys de presó, si bé el Tribunal Suprem rebaixaria les penes posteriorment.